# СК Обухово (стадион)
СК «Обухово» — муниципальный стадион в посёлке Обухово Московской области, Россия. Используется для проведения матчей по хоккею с мячом, футболу, хоккею на траве. Входит в состав спортивного комплекса «Обухово».

## История
В 1928 году, с целью развития массового спорта в посёлке Обухово и привлечения к занятиям молодёжи, Обуховская тонкосуконная фабрика им. Ленина рядом с местным Домом культуры начала строительство стадиона. В 1939 году на поле был залит первый лёд. На спортсооружении летом и зимой проводили тренировки и игры местные футбольная и хоккейные команды.
С началом Великой Отечественной войны, из-за нехватки продовольствия, поле стадиона было отдано под посадку картофеля.
После войны поле восстановили, были возведены раздевалки и осветительные мачты, проведён водопровод.
В 1976—1978 годах из-за отсутствия льда в Москве несколько игр Чемпионата СССР по хоккею с мячом и Кубка европейских чемпионов на стадионе проводило московское «Динамо».
19 января 2006 года губернатором Московской области Борисом Громовым принято решение о проведении капитального ремонта объектов культуры посёлка Обухово, в числе которых был и стадион. Старые конструкции были полностью разобраны, возведены две трибуны, новые мачты освещения, цифровое табло и холодильные установки для искусственного льда.
13 февраля 2008 года состоялось торжественное открытие реконструированного стадиона.
В 2010 году стадион посетил Президент Федерации международного бенди и Федерации хоккея с мячом России Борис Скрынник, который высказал предложение проводить некоторые соревнования на новой арене. С января 2011 года стадион СК «Обухово» регулярно принимает различные всероссийские соревнования по хоккею с мячом. Также здесь проводят учебно-тренировочные сборы юношеские сборные России.
В феврале 2011 года был проведён чемпионат мира по хоккею с мячом среди девушек не старше 1994 г. р., а в декабре того же года на стадионе прошёл чемпионат мира по хоккею с мячом среди молодёжных команд.

## Основные характеристики
- Размеры поля: 105 х 69 метров

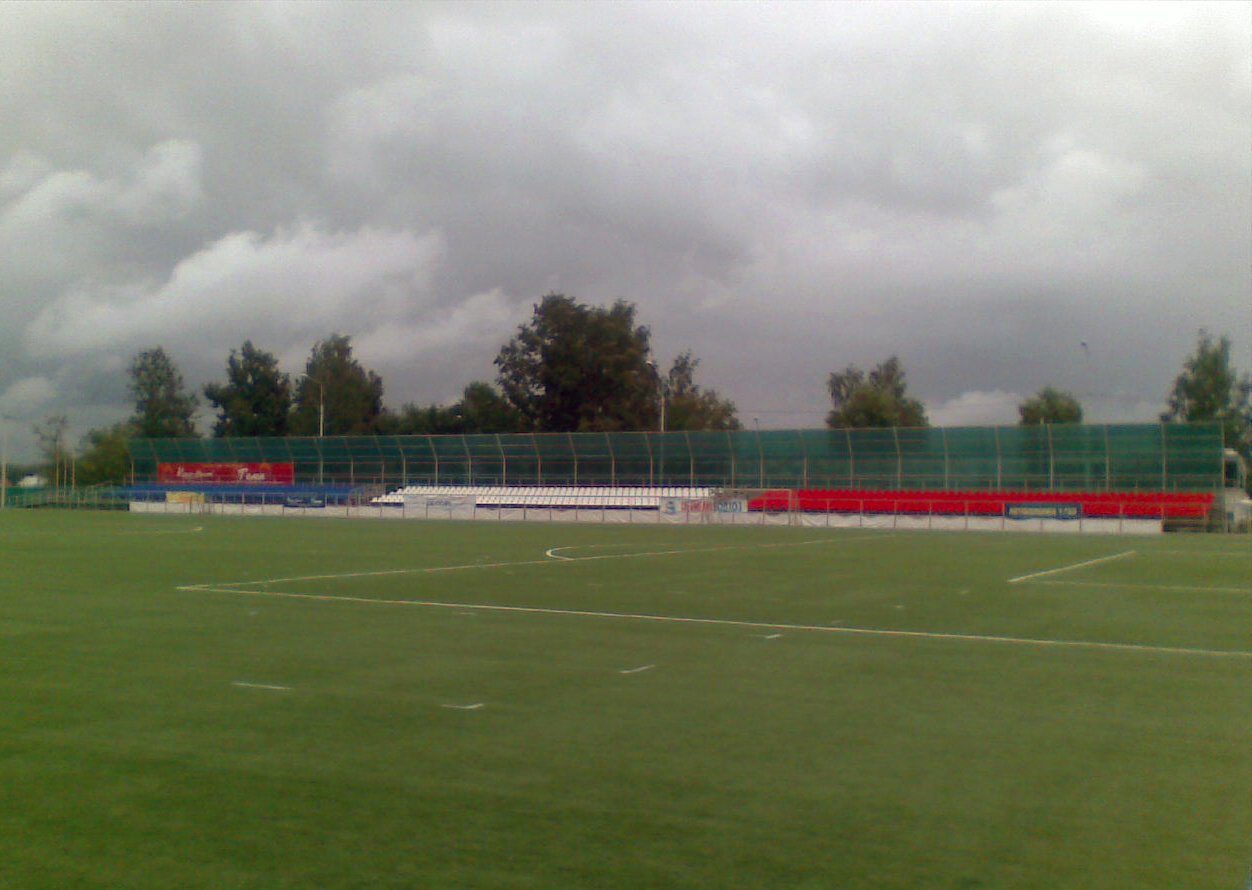
Стадион СК «Обухово» осенью

- Вместимость — 2000 человек (западная трибуна (с комментаторской кабиной) — 744 пластиковых кресла, восточная — 757, в настоящее время кресла демонтированы)
- Покрытие — искусственный лёд (зима)/искусственный газон (лето)
- Табло: 6,4 х 4,48 метров, цифровое, модель SM 32/35
- Освещение — 4 мачты

Адрес: 142440 Московская область, Ногинский район, посёлок Обухово, улица Советская, дом 25а

Телефон: (496) 512-29-92

## Соревнования по хоккею с мячом
- 1976 — 12 декабря 1976 года. Кубок Европейских чемпионов. «Динамо» (Москва) — ОЛС (Оулу, Финляндия)

9 декабря 1976 года. Чемпионат СССР. «Динамо» (Москва) — «Локомотив» (Иркутск)
15 декабря 1976 года. Чемпионат СССР. «Динамо» (Москва) — «Енисей» (Красноярск)
- 1977 — 8 декабря 1978 года. Чемпионат СССР. «Динамо» (Москва) — «Локомотив» (Иркутск)
- 1993 — 7 декабря 1993 года. Товарищеский матч женских сборных. Россия — Швеция
- 1995 — 14 января 1995 года. Товарищеский матч женских сборных. Россия — Швеция
- 2011 — Первенство России среди старших юношей 1994 г. р. (предварительный этап)

Чемпионат России среди женских команд
Чемпионат мира по среди девушек 1994 г. р.
Первенство России среди девушек 1996 г. р.
16-17 декабря 2011 года. Первенство России среди команд высшей лиги. «Вымпел» (Королёв) — «Водник-2» (Архангельск)
Чемпионат мира среди молодёжных команд до 23 лет
- 2012 — Чемпионат России среди женских команд

Первенство России среди старших юношей 1995 г. р. (финальный турнир)
2 ноября 2012 года. 1/4 финала Кубка России. «Динамо-Москва» — «Уральский трубник» (Первоуральск)
«Байкал-Энергия» (Иркутск) — «Водник» (Архангельск)
Первенство России среди девушек 1996 г. р.
Товарищеский матч молодёжных сборных (до 23 лет). Россия — Швеция
- 2013 — Турнир по мини-хоккею с мячом на призы Святейшего Патриарха Московского и всея Руси (Центральный федеральный округ)

Чемпионат России среди женских команд
3—4 февраля 2013 года. Первенство России среди команд высшей лиги. «Зоркий-2» (Красногорск) — «Волга-СДЮСШОР» (Ульяновск)
Первенство России среди младших юношей 1997 г. р. (финальный турнир)
Первенство России среди коллективов физической культуры 2013 (финальный турнир)
Кубок России среди женских команд
Чемпионат мира среди молодёжных команд до 23 лет
Первенство России среди девушек 1998 г. р.